# 張小婉
張小婉（1991年11月12日—），中國女演員，出生于河南省鄭州市，畢業於北京舞蹈學院音樂劇系，與管樂一同以喜劇雙人組「小婉管樂」身分活躍於大眾視野。2022年出演喜劇節目一年一度喜劇大賽第二季獲得關注，2025年登上中央廣播電視臺春節聯歡晚會表演小品節目「借傘」，後參加乘風2025後廣為人知。

## 早年經歷
张小婉出身於河南一個豫劇家庭，後大學就讀北京舞蹈学院，主修音乐剧专业，先后参演了音乐剧《聂小倩与宁采臣》、《PANDA》等。还曾出演过话剧《分手大师》《恶棍天使》等。